# Куликово (селище, Архангельська область)
Куликово (рос. Куликово) — селище в Красноборському районі Архангельської області Російської Федерації.
Населення становить 679 осіб. Входить до складу муніципального утворення Куликовське сільське поселення.

## Історія
Від 2004 року входить до складу муніципального утворення Куликовське сільське поселення.

## Населення
| 2002 | 2009 | 2010 |
| ---- | ---- | ---- |
| 926  | ↘888 | ↘679 |